# Point Music
Point Music ist ein Plattenlabel, das 1992 als Joint Venture von Philips Classics sowie Michael Riesman und Philip Glass’ Euphorbia Productions gegründet wurde. Im Jahr 1999 übernahm Decca den Vertrieb, als Philips das Label im Zuge der Gründung der Universal Music Group übernahm. Point Music hatte sich ursprünglich auf zeitgenössisch-westliche Klassik spezialisiert und erweiterte dann sein Spektrum auf Filmmusik, etwas Weltmusik sowie Rock/Klassik-Crossover-Projekte. Das Label wurde 2002 zwischenzeitlich eingestellt.

## Diskographie (Auszug)
- Master Musicians of Jajouka – Brian Jones Presents the Pipes of Pan at Jajouka
- Master Musicians of Jajouka featuring Bachir Attar—The Master Musicians of Jajouka featuring Bachir Attar
- Jon Gibson – In Good Company
- Philip Glass – Low Symphony
- Gavin Bryars – Jesus’ Blood Never Failed Me Yet
- Gavin Bryars – Man in a Room, Gambling
- Gavin Bryars – Cadman Requiem
- Arthur Russell – Another Thought
- Gavin Bryars – The Sinking of the Titanic
- London Philharmonic Orchestra – The LPO Plays the Music of Pink Floyd
- Philip Glass / Uakti – Aguas da Amazonia
- Uakti – I Ching
- Uakti – Mapa
- Uakti – Trilobyte
- Oceania – Oceania
- Bang on a Can – Music for Airports – Brian Eno
- Gavin Bryars – The Raising of the „Titanic“
- Arthur Russell – Another Thought (Radio Edits)
- Gavin Bryars – Raising the Titanic – the Aphex Twin Mixes
- Philip Glass – „Heroes“ Symphony
- Zoar – Cassandra
- Todd Levin – Ride the Planet
- John Moran – The Manson Family – an Opera
- Philip Glass & Foday Musa Suso – Music from the Screens
- Jaron Lanier – Instruments of Change
- Chris Hughes – Shift
- Philip Glass – „Heroes Symphony“ (the Aphex Twin Remix)
- Angelo Badalamenti – City of Lost Children – Original Soundtrack
- Giovanni Sollima – Aquilarco
- Pilgrimage – 9 Songs of Ecstasy
- Philip Glass, Gavin Bryars u. a. – XVI Reflections on Classical Music